# علي موسوي
سيد علي موسوي ((بالفارسية: علی موسوی)؛ مواليد 22 أبريل 1976 في المحمرة، إيران) هو لاعب كرة قدم إيراني دولي سابق كان يلعب كمهاجم. بدأ مسيرته الرياضية عام 1996 واعتزل اللعب عام 2009.

## روابط خارجية
- علي موسوي على موقع الاتحاد الدولي (مؤرشف)  (الإنجليزية)
- علي موسوي على موقع قاعدة بيانات كرة القدم.إي يو (الإنجليزية)
- علي موسوي على موقع ناشيونال فوتبول تيمز (الإنجليزية)
- علي موسوي على موقع Soccerway.com (الإنجليزية)